# Museo dell'arte e della tecnologia confettiera
Il Museo dell'Arte e della Tecnologia Confettiera di Sulmona si trova in via Stazione Introdacqua 55, all'interno dello stabilimento confettiero Pelino. È noto comunemente anche come Museo dei confetti.

## Caratteristiche
Il museo è stato istituito presso l'antico edificio che era la fabbrica istituita dal Cav. Mario Pelino nel 1783 per la produzione di confetti, ricostruito poi nel XIX secolo, e trasferitosi in un moderno impianto industriale nella seconda metà del Novecento. Il Museo fu istituito dalla stessa famiglia Pelino nel 1988.

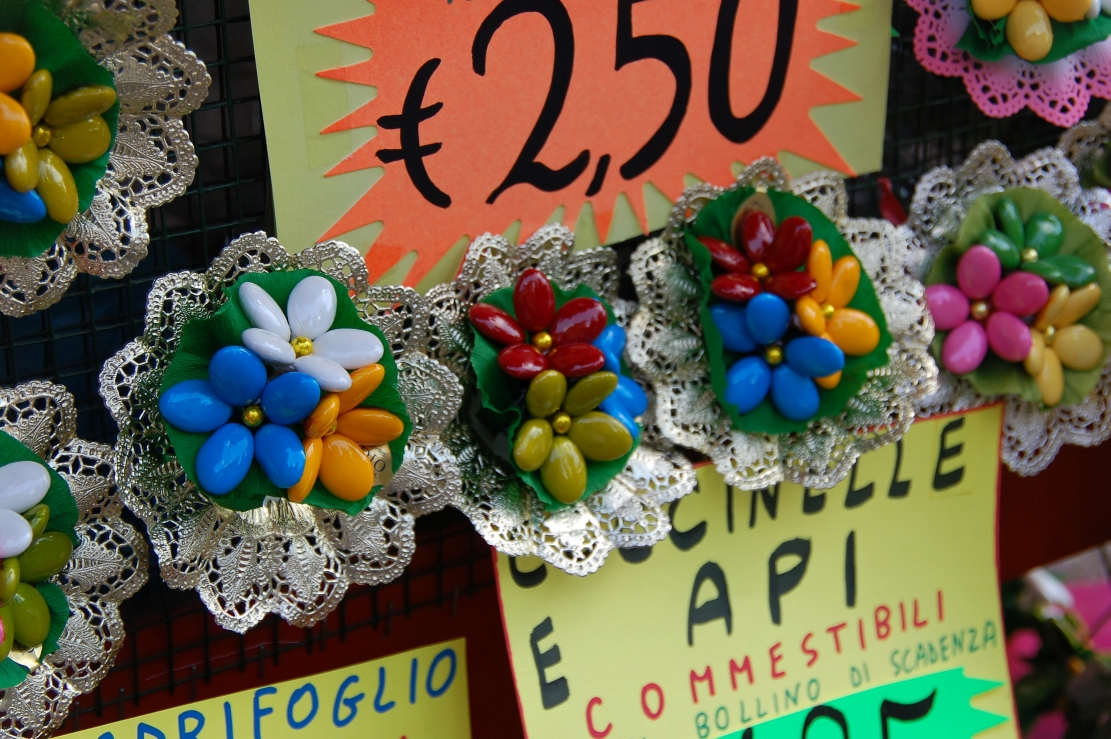
La tipica varietà del "Confetto Quadrifoglio" prodotto dalla fabbrica

Il museo posto su due piani dello stabilimento espone oltre ai vari premi vinti ed a varie confezioni di confetti espone tutti i macchinari per la produzione industriale di confetti dalla fondazione dello stabilimento nel XIX secolo ad oggi.
La visita è gratuita e l'accesso è possibile dalle sale di vendita di confetti nelle ore di apertura delle stesse sale di vendita.
Nella prima sala al piano terra, è riprodotta idealmente l'antico stabilimento industriale con macchinari d'epoca otto-novecenteschi, i caldari di ferro, le presse, i torchi. I macchinari utilizzati per la fabbricazione seguono una loro storica, dalla fine del Settecento fino agli anni '50 del Novecento; interessante un macchinario originale, impiantato nel 1893, presso l'edificio che fu realizzato a ridosso del fiume Gizio.

## La fabbrica
La fabbrica della famiglia Pelino risale circa alla seconda metà del XIX secolo. La fabbrica si compone di due edifici in stile umbertino, e di uno centrale posto tra i due con tetti a zigzag. In questo si producono appunto i confetti nelle macine di rame che girano a mo' di betoniera. I due palazzi maggiori ospitano il museo con sale dedicate alla storia del confetto.
La fabbrica per tutto il Novecento ha alimentato l'economia di molte botteghe del centro di Sulmona, tuttora molte delle quali esistenti.

## Galleria d'immagini

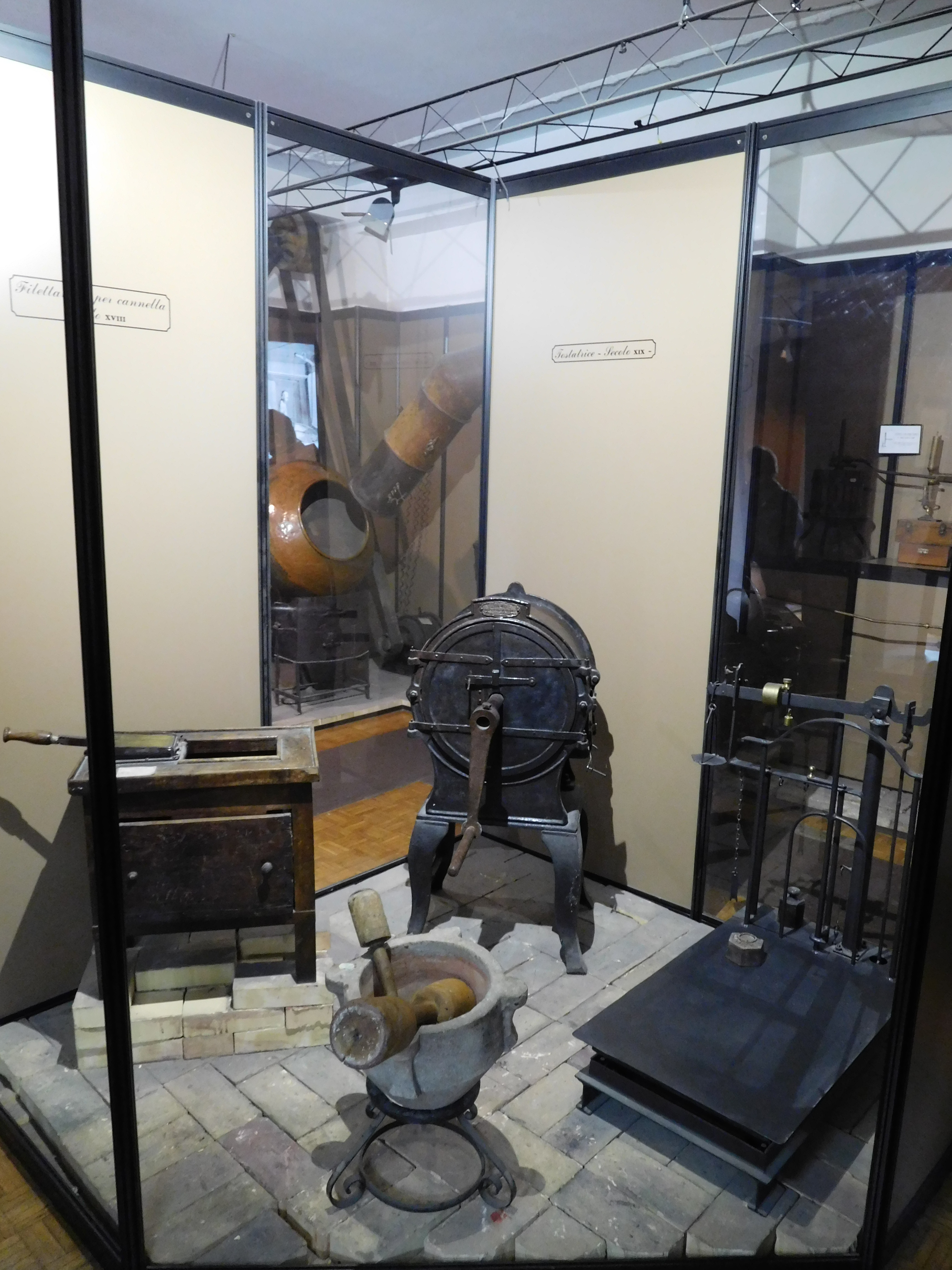
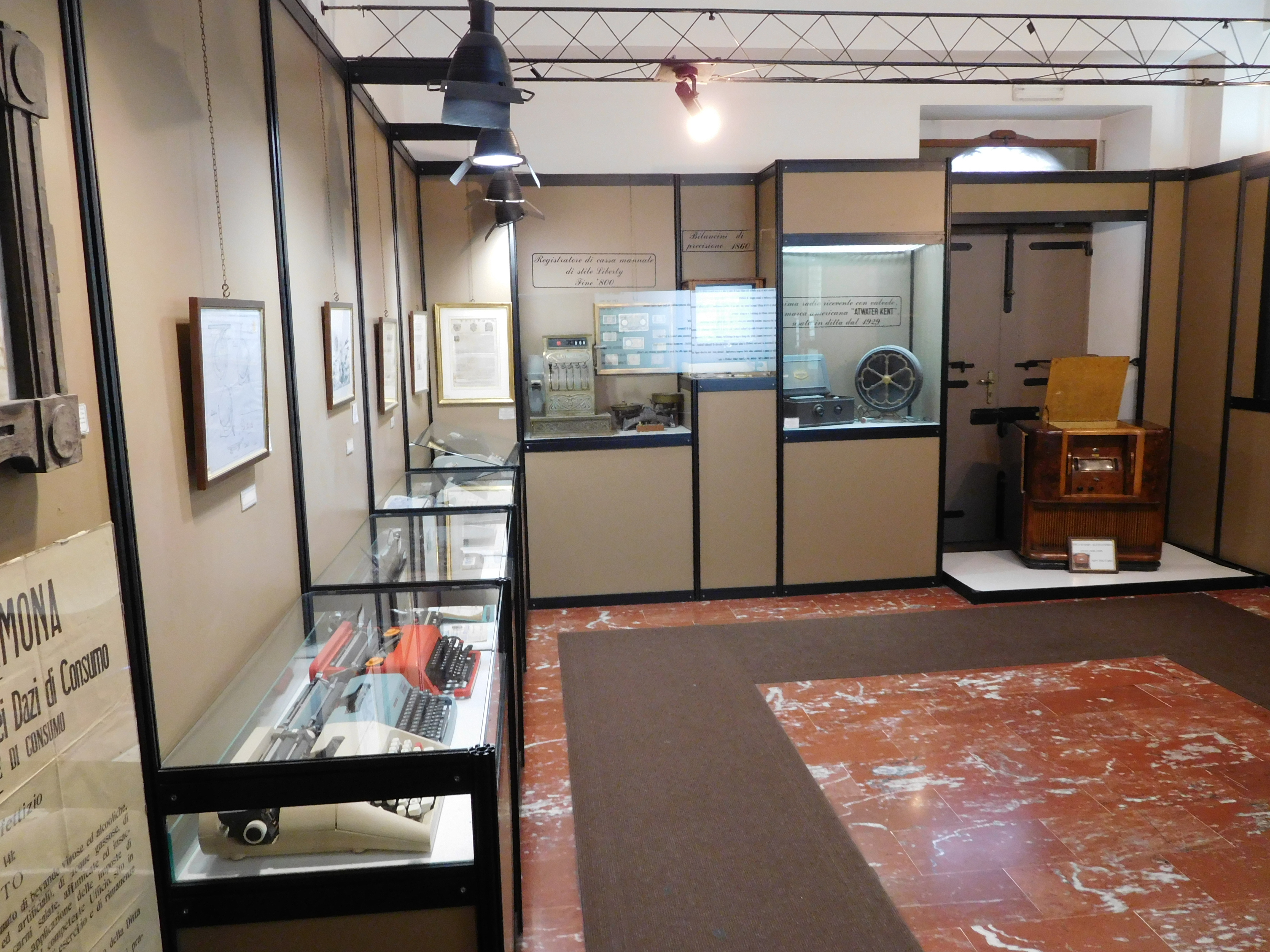
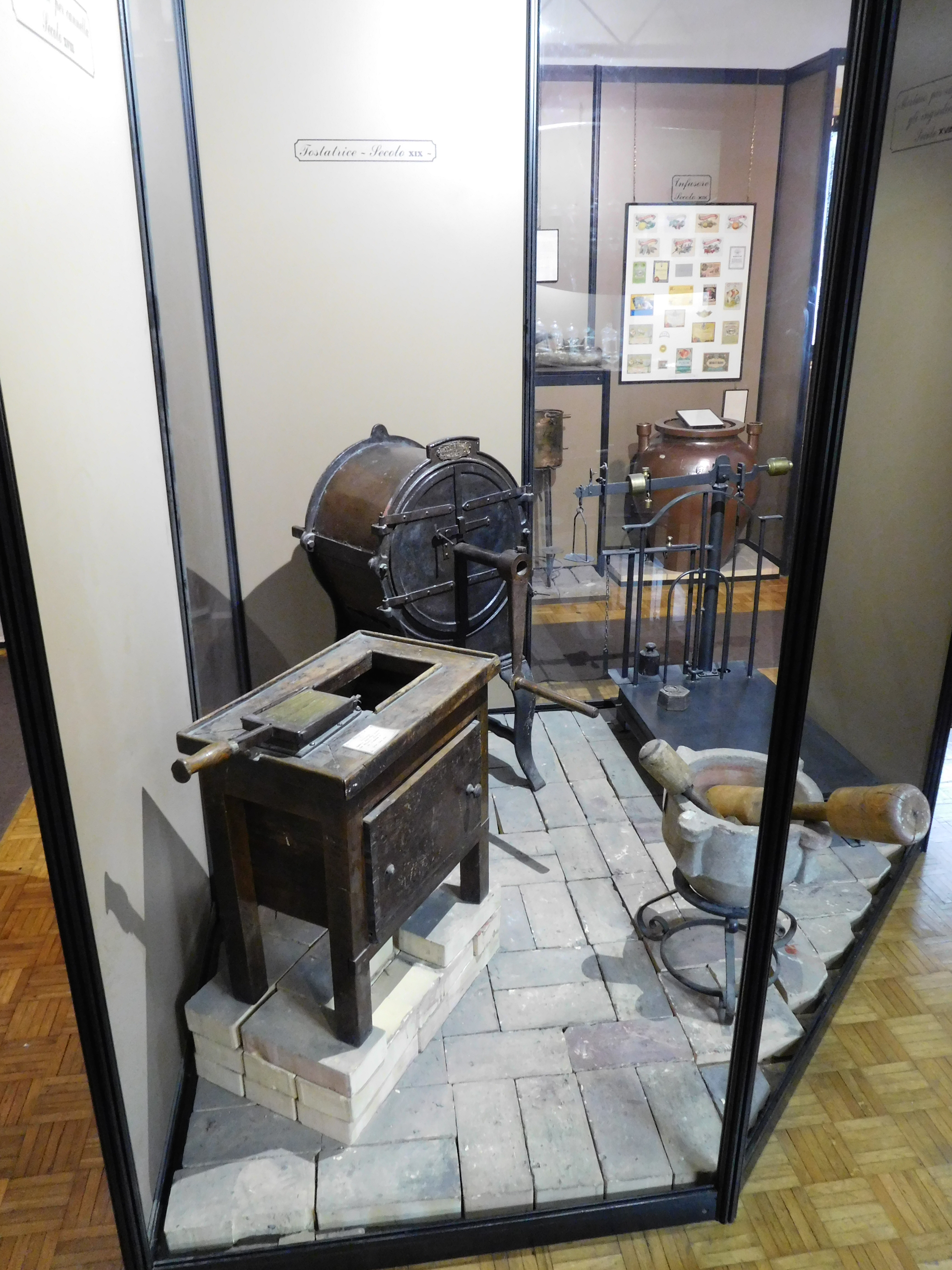
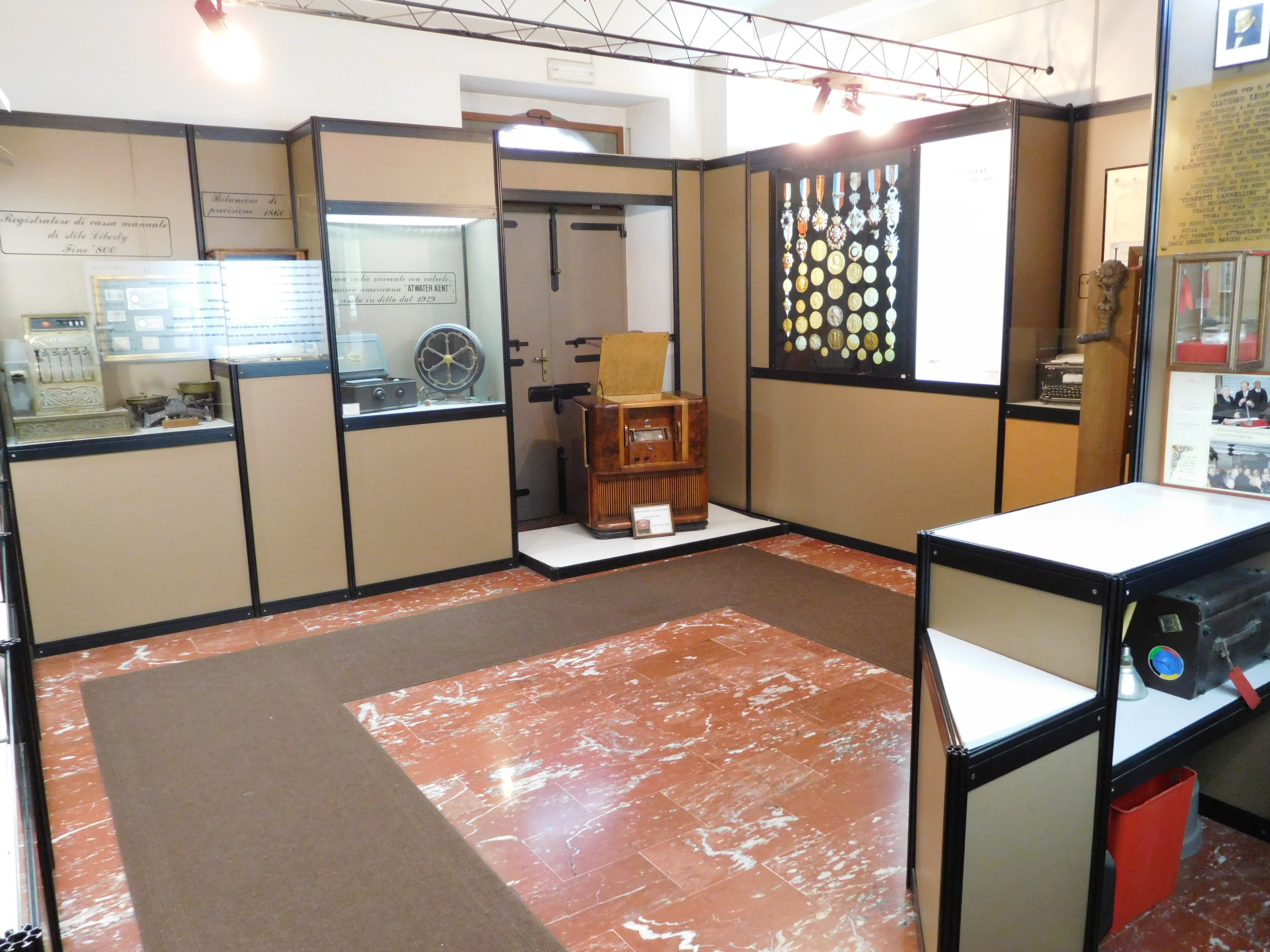
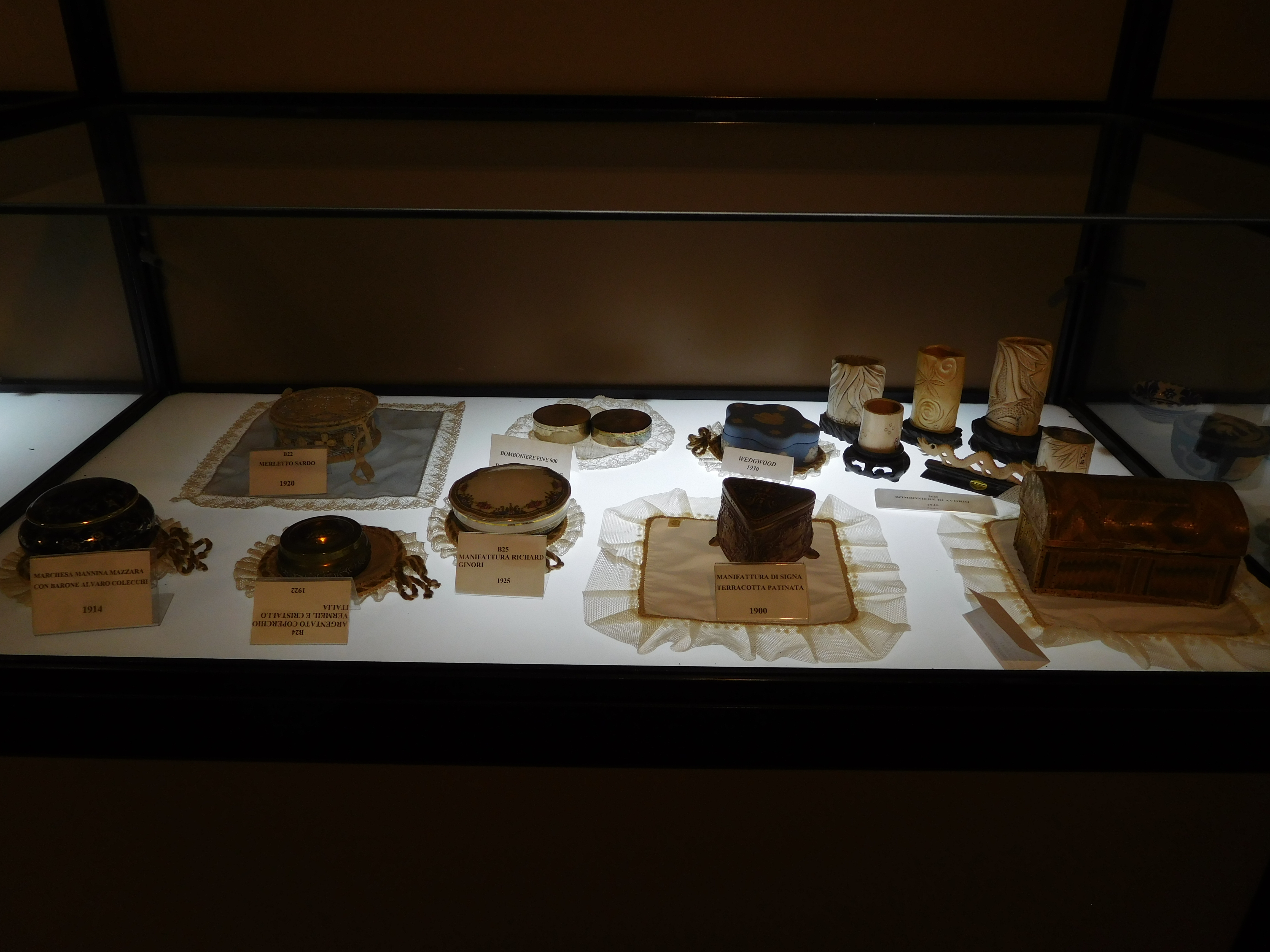
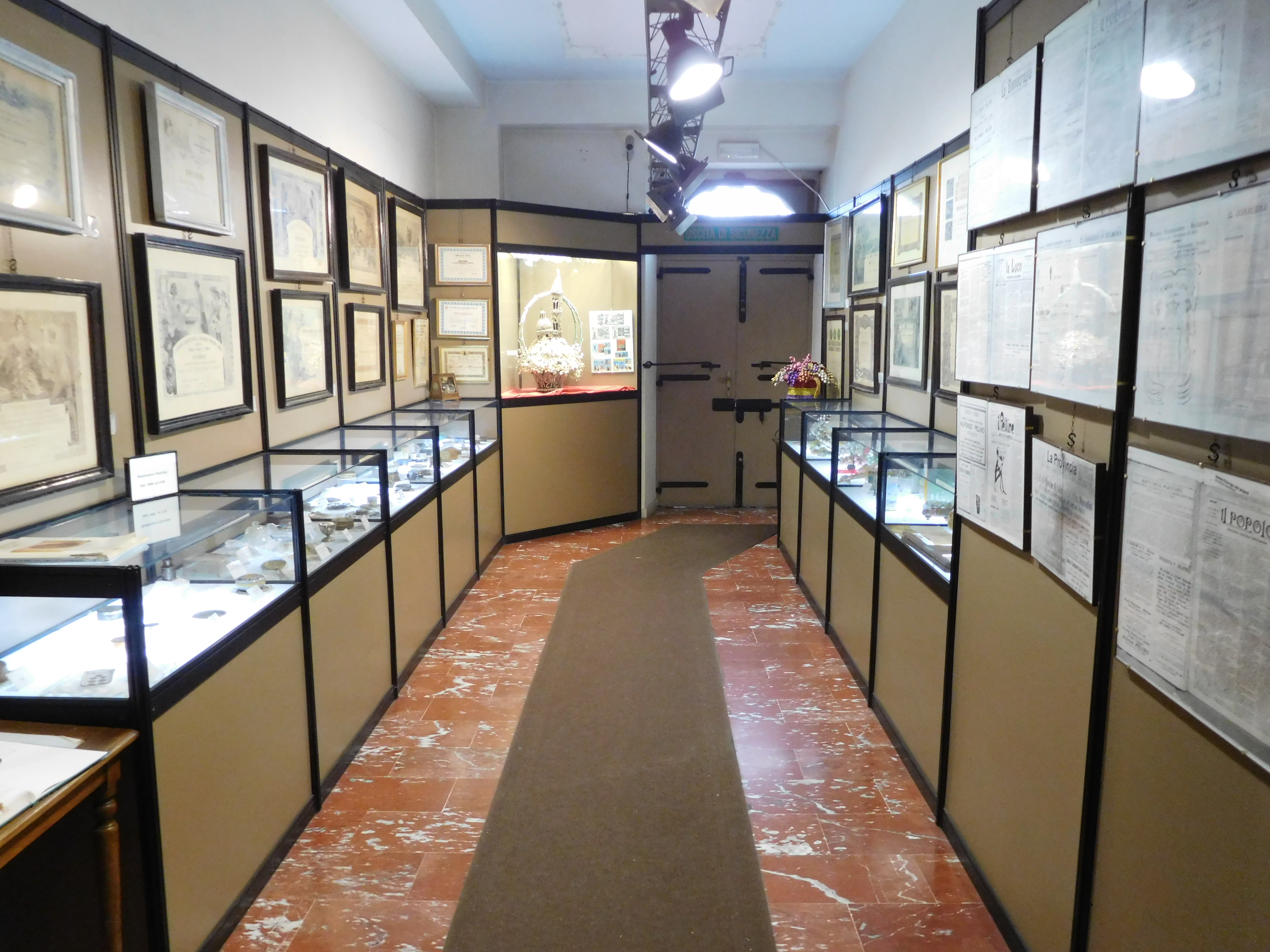